# German Marshall Fund

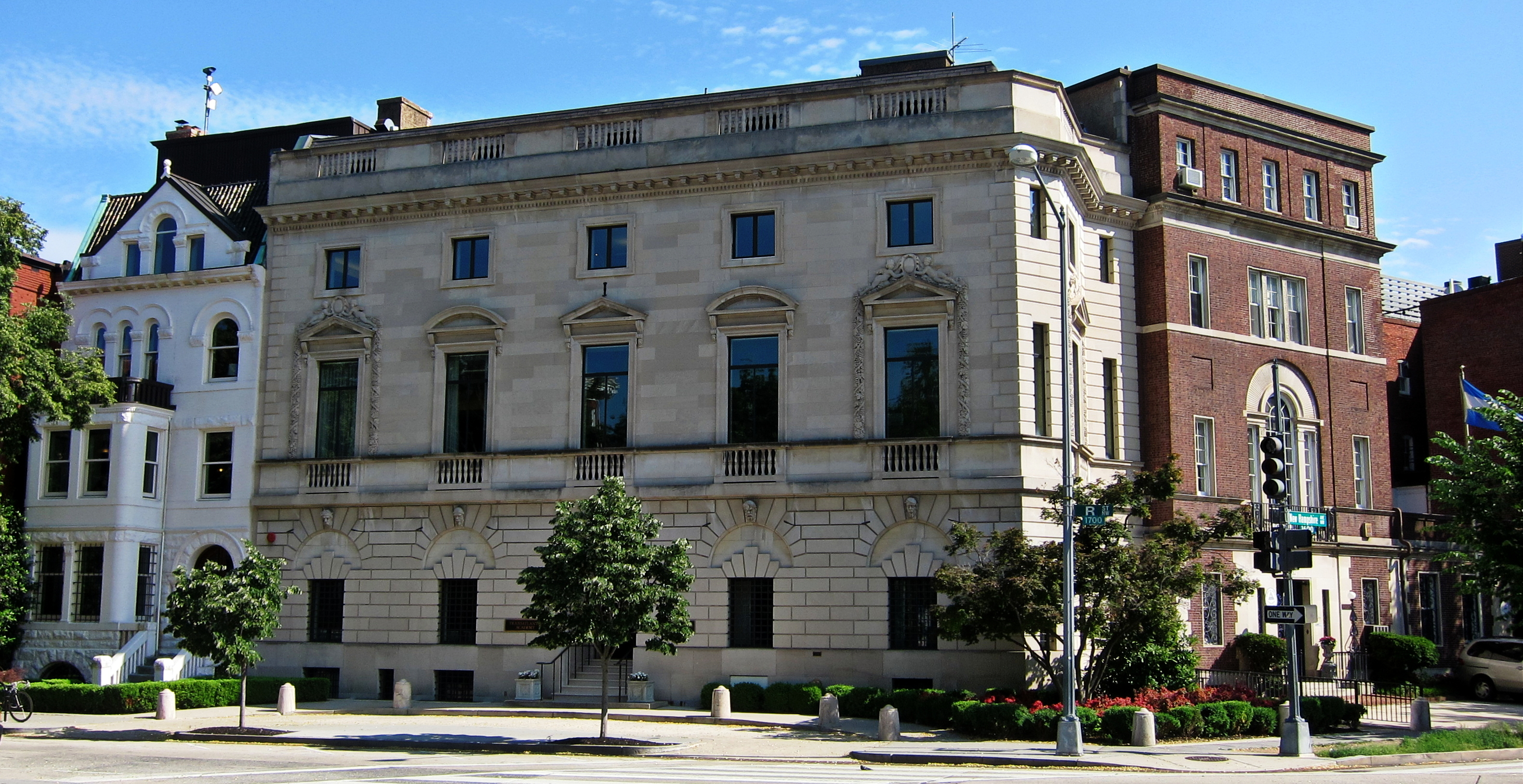
Hauptsitz

Der German Marshall Fund of the United States (GMF) ist eine US-amerikanische Stiftung, die sich der Förderung der transatlantischen Beziehungen in Politik, Wirtschaft und Gesellschaft widmet. Die Denkfabrik mit Sitz in Washington, D.C. hat 160 Mitarbeiter. Leiterin ist Heather A. Conley. Diese Stiftung wird insbesondere von der deutschen, der amerikanischen sowie EU-Regierungen finanziert.

## Geschichte und Finanzierung
Guido Goldman, damaliger Leiter am Minda de Gunzburg Center for European Studies (CES) der Harvard University, initiierte 1970 Gespräche mit deutschen Regierungsvertretern über eine Forschungsunterstützung anlässlich des baldigen 25-jährigen Jubiläums des Marshallplanes. Die Regierung von Willy Brandt nahm die Idee auf und ging weit über die ursprüngliche Idee und die angefragten 50.000 $ pro Jahr hinaus. Im Ergebnis wurde die Stiftung 1972 aufgrund einer Schenkung durch die Bundesrepublik Deutschland als Dank an die Bevölkerung der USA und als beständige Erinnerung an das unter dem Namen Marshallplan in die Geschichte eingegangene European Recovery Program (1947) zum Wiederaufbau Europas nach Ende des Zweiten Weltkriegs errichtet. Die Schenkung betrug 150 Mio. DM über die nächsten 15 Jahre. Daraus wurden einerseits Projekte ermöglicht und andererseits Stiftungskapital aufgebaut.
Durch Zusage von Helmut Kohl im Jahr 1986 wurde die Schenkung von der Bundesrepublik Deutschland um weitere 100 Mio. DM erhöht (weitere 10 Jahre mit 10 Mio. DM pro Jahr). Im Jahr 2000 wurden weitere 15 Mio. DM – verteilt über 10 Jahre – vom deutschen Bundestag hinzugefügt. Heute finanziert sich der GMF aus Spenden, Fördergeldern (z. B. aus EU-Programmen) und Erträgen aus seinem Stiftungsvermögen.
Im März 2018 wurde die Stiftung in Russland zur „unerwünschten Organisation“ erklärt.
Finanzielle Eckdaten seit 2011:
- Assets: 175–227 Mio. $ (u. a. Stiftungskapital, z. B. Immobilien und Kapitalanlagen)
- Ausgaben pro Jahr: 30–39 Mio. $ (eigene Projekte, Förderungen externer Projekte, Verwaltung)
  - davon Verwaltung: 8–15 Mio. $ (u. a. Personal, Mieten und Spendenakquise)

## Bedeutung und Ziele
Der internationalen Bedeutung, die dem GMF auf beiden Seiten des Atlantik inzwischen zukommt, entsprechen die sechs europäischen Büros in Berlin, Paris, Brüssel, Belgrad, Bukarest und Warschau sowie in Asien das Büro in Ankara.
Ziel der Stiftung ist, die Verständigung zwischen Europäern und US-Amerikanern zu vertiefen, die Zusammenarbeit zu unterstützen und den Austausch von praktischen Erfahrungen zu fördern. Die Förderung von Individuen und von Institutionen wird entsprechend folgender Richtlinien vergeben:
- Die Projekte müssen Aspekte thematisieren, die sowohl für europäische Länder als auch für die USA von Bedeutung sind. Sie müssen Menschen oder Institutionen auf beiden Seiten des Atlantiks einbinden.
- Der GMF ist insbesondere daran interessiert, Führungskräfte zu fördern, die sich auf dem Gebiet der transatlantischen Beziehungen engagieren.
- Die Projekte müssen auf den Transfer von Erfahrungen und Innovationen hin angelegt sein; sie sollten idealerweise Praktiker und Politiker involvieren.

## Auswahl geförderter Personen
- Thorben Albrecht
- Niels Annen
- Annalena Baerbock
- Pavol Demeš
- Martin Dörmann
- Klaus-Dieter Frankenberger
- Helmut Geist
- Kerstin Griese
- Christoph Heinemann
- Jörg Himmelreich[10]
- Eva Högl
- Walter Homolka
- Robert Kagan[11]
- Johannes Kahrs
- Casper Klynge
- Joachim Krebs
- Thomas Kleine-Brockhoff[12]
- Jörg Lau
- Sascha Müller-Kraenner
- Özcan Mutlu
- Cem Özdemir
- Tabea Rößner
- Gerhard Schick
- Constanze Stelzenmüller
- Celeste A. Wallander
- Astrid Ziebarth[13]